# Jake Hager
Donald Jacob Hager, meglio conosciuto con il ring name Jake Hager (Fargo, 24 marzo 1982), è un ex wrestler ed ex artista marziale misto statunitense.
Hager è principalmente ricordato per i suoi trascorsi tra il 2007 e il 2017 nella WWE, dove si esibiva come Jack Swagger.

## Biografia
Nell'estate del 2006 si diplomò alla Oklahoma University con un baccalaureato in economia e finanza. Al termine degli studi fece un colloquio di lavoro per un'azienda di Dallas (Texas), ma dopo pochi giorni gli fu offerto un contratto pluriennale dalla World Wrestling Entertainment.
Durante i suoi anni alla Oklahoma University, Hager praticò prevalentemente due sport: football americano, nel ruolo di defensive tackle, e wrestling amatoriale.

## Carriera

### Territori di sviluppo (2006–2007)
Jacob Hager debutta in Deep South Wrestling con il suo vero nome il 9 settembre 2006, sconfiggendo Ray Geezy. Il 19 ottobre 2006, nel suo secondo match, perde in coppia con Heath Slater contro Jake Gymini e Jesse Gymini. Dopo aver battuto Big Bully Douglas il 2 novembre, Hager passa alla Ohio Valley Wrestling, dove esordisce battendo Atlas DaBone. Dopo aver battuto anche Mike Tolar e Pat Buck, subisce la prima sconfitta in OVW in un match di coppia insieme a Chris Rombola contro Johnny Punch e lo stesso Pat Buck. Il 7 febbraio, batte Vic Vine e il 7 marzo, Dewey. Il 21 marzo 2007, viene sconfitto da K.C. James, ma tre giorni dopo riesce a battere Rob Conway. Dopodiché, inizia una rivalità con K.C. James che viene vinta da Hager.
Il 21 aprile perde contro Mike Mondo e il 25, batte Tommaso Ciampa. Nei tapings del 2 maggio, perde insieme a Caylen Croft contro i James Boyz. Dopo un Feud con Kassidy James, compagno di K.C. James, Hager viene sconfitto da Antoni Polaski. Successivamente, sfida Jay Bradley per l'OVW Heavyweight Championship, ma perde. A OVW Summer Sizzler Series 2007, perde un fatal four-way tag team match insieme a Dolph Ziggler, match che viene vinto da Seth Skyfire e Johnny Jeter. Inizia poi un feud con Ziggler, dove si alternano vittorie e sconfitte e si risolve in un nulla di fatto. Con Atlas DaBone, tenta l'assalto agli OVW Southern Tag Team Championship, ma perdono contro i James Boyz. Dopo questo match, Hager passa alla Florida Championship Wrestling.

### WWE (2007–2017)

#### Florida Championship Wrestling (2007–2008)
Hager debutta nella Florida Championship Wrestling in coppia con Ted DiBiase Jr., battendo Heath Slater e Keith Walker. Nel suo trascorso in FCW, instaurerà una Winning Streak che lo porterà a essere imbattuto per tutta la prima metà del 2008 e a vincere l'FCW Florida Heavyweight Championship e a battere Heath Slater, conquistando anche l'FCW Southern Heavyweight Championship, unificando gli allori.

#### ECW Champion (2008–2009)
Il 9 settembre 2008, Hager fece il suo debutto nel roster della ECW con il ring name Jack Swagger sconfiggendo un wrestler locale, stabilendosi come heel. Swagger iniziò una faida con Tommy Dreamer che lo attaccò nella puntata della ECW del 23 settembre, per poi sconfiggerlo in una "Amateur Wrestling Challenge". La loro faida si concluse nel mese di novembre in un Extreme Rules match, vinto da Swagger. Swagger iniziò poi una rivalità con l'allora ECW Champion Matt Hardy, che sconfisse nella puntata della ECW del 13 gennaio 2009 conquistando il suo primo titolo in WWE. Nella puntata della ECW del 3 febbraio, Swagger subì la sua prima sconfitta in WWE quando venne sconfitto da Finlay in un incontro non titolato. Dopo aver difeso con successo l'ECW Championship prima contro Matt Hardy alla Royal Rumble, poi contro Finlay a No Way Out, Swagger incominciò una faida con il rientrante Christian che affrontò a Backlash dove perse l'ECW Championship contro Christian, terminando il suo regno da campione dopo 104 giorni. Swagger provò a riconquistare il titolo sia a Judgment Day in un incontro singolo contro Christian, sia a Extreme Rules in un triple threat match hardcore match, che vide coinvolto anche Tommy Dreamer, senza successo. Anche il suo ultimo tentativo di vincere l'ECW Championship, a The Bash in una Scramble match fallí.

#### World Heavyweight Champion (2009–2010)

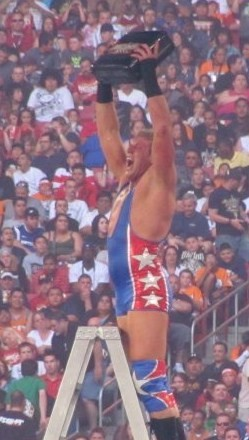
Jack Hager con il Money in the Bank nel 2010

Il 29 giugno, Swagger passò al roster di Raw, esordendo in un 3-on-1 Gauntlet match contro l'allora WWE Champion Randy Orton dove perse intenzionalmente per count-out per fare una buona impressione su Orton. Nella puntata di Raw del 13 luglio, vinse il suo primo incontro nel nuovo roster sconfiggendo Montel Vontavious Porter (MVP). Iniziò quindi una faida con MVP che culminò a SummerSlam, in un match che vinse MVP. Dopo che finì la sua piccola faida con MVP, Swagger tentò di conquistare lo United States Championship. Ebbe il suo primo match singolo per il titolo il 21 settembre contro Kofi Kingston, ma perse il match per count-out dopo aver rubato la cintura, tra l'altro abbandonando con essa l'arena, sebbene Kingston recuperò lo United States Championship la settimana successiva durante una rissa fra Swagger e The Miz. A Hell in a Cell, Kofi Kingston conservò lo United States Championship dall'assalto di Jack Swagger e The Miz in un triple threat match. Alla Royal Rumble del 31 gennaio, Swagger prese parte al Royal Rumble match con il numero 26, ma fu eliminato da Kofi Kingston.
Nella puntata di Raw del 1º marzo 2010, Swagger sconfisse Santino Marella per qualificarsi così al Money in the Bank ladder match di WrestleMania XXVI, che vinse, guadagnando un'opportunità titolata per qualsiasi cintura della WWE da dover incassare entro l'anno successivo. La sera successiva a Raw, Swagger cercò d'incassare subito il Money in the Bank contro John Cena, ma cambiò subito idea quando Cena lo intrappolò nella STF prima ancora che il match iniziasse; Swagger conservò quindi la title shot per un'altra occasione.
Swagger incassò il Money in the Bank durante i taping di SmackDown del 2 aprile, dopo che l'allora World Heavyweight Champion Chris Jericho venne colpito con una spear da Edge. Swagger sconfisse Jericho per vincere il World Heavyweight Championship per la prima volta. Dopo la vittoria del titolo, Swagger incominciò a sviluppare una gimmick più seriosa; prima era solito fare i piegamenti e battersi il petto durante la sua entrata sul ring. Swagger difese con successo il titolo prima contro Edge e Jericho in un triple threat match e poi contro Randy Orton a Extreme Rules in uno Extreme Rules match. A Over the Limit, Swagger mantenne il titolo contro Big Show facendosi squalificare volontariamente. A Fatal 4-Way del 20 giugno, Swagger perse il titolo contro Rey Mysterio in un fatal four-way match, che incluse anche CM Punk e Big Show.

#### Alleanza con Michael Cole (2010–2011)
Nella seconda parte del 2010, Swagger iniziò ad essere accompagnato dalla sua mascotte, un'aquila, impersonata da Chavo Guerrero. A TLC: Tables, Ladders and Chairs, Swagger lottò in un triple threat ladder match per l'Intercontinental Championship contro Kofi Kingston e il campione Dolph Ziggler, vinto da quest'ultimo. Nella puntata di Raw del 28 febbraio, Swagger venne annunciato come allenatore di Michael Cole per il suo match di WrestleMania XXVII contro Jerry Lawler. Nella puntata di Raw del 28 marzo, Swagger affrontò Lawler in un incontro singolo, che vinse per squalifica dopo che Lawler lo attaccò con una sedia di acciaio. A WrestleMania, Swagger fu colpito da una Stunner dall'Arbitro speciale dell'Incontro Steve Austin, quando Swagger stava cercando ritirare Cole dall'Incontro. Cole vinse l'incontro per squalifica. Il 26 aprile, con il draft, Swagger passò nel roster di Raw. A Extreme Rules, Swagger e Cole sconfissero Jerry Lawler e Jim Ross in un Country Whipping match. Swagger concluse la sua alleanza con Cole il 16 maggio a Raw, dopo che Cole lo aveva insultato.
Nella puntata di Raw del 23 maggio, Swagger iniziò una rivalità con Evan Bourne, che sconfisse in serata, ma Bourne lo sconfisse nella rivincita la settimana seguente. A Capitol Punishment, Bourne sconfisse Swagger concludendo la rivalità. Swagger partecipò al suo secondo Money in the Bank ladder match a Money in the Bank, che venne vinto da Alberto Del Rio.
Nella puntata di Raw del 15 agosto, dopo aver sconfitto Alex Riley, Swagger suggerì a Vickie Guerrero di farle da manager. La settimana seguente, Swagger lottò un incontro di "prova", ma venne distratto dalla Guerrero che stava avendo una discussione con Dolph Ziggler a bordo ring, e perse il match. Swagger e Ziggler continuarono a litigare con la Guerrero nelle settimane successive, il quale portò a un match per lo United States Championship di Ziggler a Night of Champions che Ziggler vinse in un fatal four-way match che incluse anche Riley e John Morrison.

#### United States Champion (2011–2012)

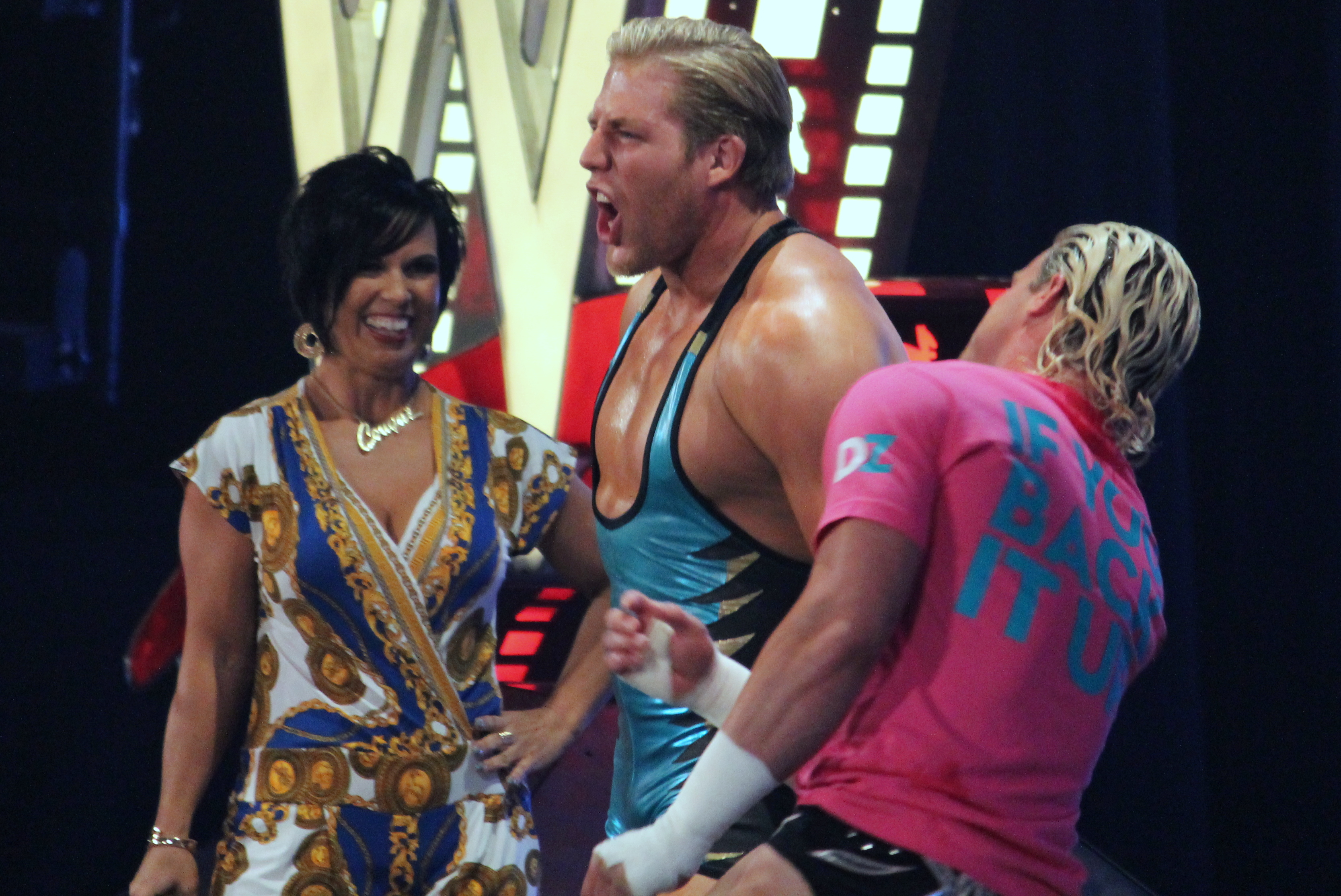
Jake Hager insieme a Dolph Ziggler e Vickie Guerrero nel 2012

Il 26 settembre, a Raw, aiuta Dolph Ziggler a difendere lo US Title contro Zack Ryder e, successivamente, viene coinvolto anche in un 6-Man Tag Team match da Theodore Long insieme allo stesso Ziggler e Mason Ryan contro gli Air Boom e Zack Ryder. Il match viene vinto da questi ultimi a causa del tradimento di Mason Ryan. A SmackDown del 30 settembre sconfigge Evan Bourne grazie all'intervento di Vickie Guerrero. A Hell in a Cell affronta, insieme a Dolph Ziggler, gli Air Boom per i WWE Tag Team Championship, perdendo. Nella puntata di Raw Post PPV, Swagger combatte nel main event in un match di coppia a 12 uomini, in squadra con Dolph Ziggler, Alberto Del Rio, David Otunga, Cody Rhodes e Christian perdendo contro John Cena, CM Punk, Sheamus, gli Air Boom e Mason Ryan. A SmackDown del 7 ottobre sconfigge, insieme a Dolph Ziggler, gli Air Boom. Il 14 ottobre, a SmackDown, partecipa alla Battle Royal promossa da Theodore Long e John Laurinaitis nella quale il vincitore, avrebbe potuto sfidare un campione a sua scelta in un match titolato, ma viene eliminato. Successivamente, assieme a Dolph Ziggler, perde un tag team match contro Kofi Kingston e Zack Ryder. Dopo aver perso contro Ryder un match 1 vs 1, viene annunciato che Ziggler & Swagger andranno nuovamente all'assalto dei titoli di coppia a Vengeance.
A Vengeance, Jack Swagger e Dolph Ziggler vengono sconfitti da Evan Bourne e Kofi Kingston. Nella puntata di Raw del 31 ottobre, perde contro Santino Marella per roll-up. La settimana dopo, viene annunciato che Swagger farà parte del Team Barrett, composto da lui, Hunico, Wade Barrett, Cody Rhodes e Christian contro il Team Orton, formato da Randy Orton, Sheamus, Sin Cara, Mason Ryan e Kofi Kingston a Survivor Series 2011 nel tradizionale 5 on 5 Elimination Tag Team Match. La settimana prima del PPV, Swagger perde due match, uno a Raw contro Sheamus e l'altro a SmackDown contro Mason Ryan. A Survivor Series, il Team Barrett batte il Team Orton ma Swagger non riesce a "sopravvivere", venendo eliminato da Randy Orton. Il 21 novembre, a Raw, viene sconfitto da Sheamus. Durante la stessa settimana, a Smackdown, perde un match di coppia insieme a Dolph Ziggler contro Sheamus e Zack Ryder. Il 28 novembre, a Raw, viene sconfitto dallo stesso Ryder. Nella puntata di Superstars dell'8 dicembre, batte agilmente Trent Baretta mentre nell'edizione di SmackDown del 16 dicembre, combatte dopo un anno dall'ultimo scontro con Big Show, perdendo dopo aver subito una Big Finisher. A WWE TLC affronta Sheamus ma viene sconfitto. Nella puntata di SmackDown successiva, perde insieme a Ziggler contro Daniel Bryan e Big Show e il 26 dicembre, a Raw, perde contro CM Punk nel primo Gauntlet match di quest'ultimo.
Nella puntata di Raw del 2 gennaio ha un litigio nel backstage con Zack Ryder e quindi si pensa che l'All American American voglia puntare al titolo U.S. Il GM decide di metterli in un Six Man Tag Team Elimination Match: Zack Ryder, The Big Show e John Cena contro Jack Swagger, Mark Henry e Kane. Il match diventa però un 2 on 3 Handicap Match, poiché Kane non si presenta. Swagger e Henry perdono il match, con Swagger che è l'ultimo ad essere eliminato per mano di Cena. Nella puntata di Raw del 9 gennaio perde contro il WWE Champion CM Punk. La settimana successiva affronta un infortunato Zack Ryder in un match valevole per il titolo degli Stati Uniti; Swagger si aggiudica l'incontro laureandosi nuovo campione. La sera stessa combatte contro John Cena, ma il match finisce in un No-Contest per la troppa aggressività di Cena, che mette K.O. il nuovo campione U.S. Nella puntata di Raw Supershow del 23 gennaio sconfigge in coppia con Dolph Ziggler il team formato da John Cena e CM Punk, grazie ad una distrazione di John Laurinaitis. Partecipa alla Royal Rumble 2012 nell'omonimo match, ma viene eliminato da Sheamus con l'aiuto esterno di The Big Show che lo colpisce anche con la W.M.D. A Superstars del 2 febbraio viene sconfitto in un match non titolato da R-Truth mentre in quella del 9 febbraio, sconfigge Santino Marella. Impegnato sempre a Superstars, il 16 febbraio batte Mason Ryan. Al pay-per-view Elimination Chamber affronta Justin Gabriel in un match valido per lo United States Championship, vincendolo e conservando il titolo. Nella puntata di Smackdown! del 21 febbraio sconfigge in coppia con Dolph Ziggler il team formato da R-Truth e Kofi Kingston. Il 27 febbraio a Raw perde un triple treath match con Ziggler contro Primo e Epico e i "Boom Jimmy" non riuscendo a conquistare gli allori di coppia dato che Epico schiena Swagger per vincere il match. Successivamente, viene reso noto che il Tag Team Swagger-Ziggler avrà il nome di American Perfection.
Nella puntata del 5 marzo di Raw, perde il titolo di United States Champion in favore di Santino Marella, nonostante le interferenze a suo favore di Dolph Ziggler, David Otunga e John Laurinaitis. Nella puntata di SmackDown successiva, viene sconfitto nuovamente da Santino Marella in uno Steel Cage Match, non riuscendo così a riconquistare il titolo. Nella puntata di Raw del 12 marzo, viene sconfitto da Randy Orton. Nella puntata di Raw del 19 marzo viene annunciato che lui e Dolph Ziggler faranno parte del Team Johnny a WrestleMania XXVIII. La sera stessa sconfiggono Kofi Kingston e R-Truth grazie all'intervento di Vickie Guerrero. Nella puntata di Smackdown! del 23 marzo viene sconfitto da Zack Ryder.
A WrestleMania XXVIII il Team Laurinaitis sconfigge il Team di Teddy Long. Il giorno dopo a RAW, John Laurinatis annuncia Dolph Ziggler e Jack Swagger contro il campione degli Stati Uniti Santino Marella in un Triple Threat Match ma né Jack Swagger né Dolph Ziggler riescono a conquistare l'United States Championship. Dopo il match, Swagger e Ziggler attaccano Marella, ma questi viene salvato da Brodus Clay. Nella puntata di Raw del 9 aprile viene sconfitto in coppia con Dolph Ziggler dal team di Santino Marella e Brodus Clay. Nell'edizione di Superstars del 19 aprile, perde contro R-Truth nel main event. Settimana seguente, perde per squalifica insieme a Ziggler contro Clay e Hornswoggle. Nella puntata successiva a Extreme Rules, perde una Beat the Clock Challenge contro Randy Orton non riuscendo a diventare primo sfidante al titolo WWE. Tre giorni dopo, a SmackDown, si fa contare fuori dal ring durante il suo match contro Brodus Clay. L'11 di maggio perde contro R-Truth. Nella puntata di Raw del 14 maggio viene sconfitto in squadra con Dolph Ziggler e The Miz dal team composto da R-Truth, Kofi Kingston e Brodus Clay. Nella puntata di Superstars prima di Over the Limit, perdono contro gli Usos. Ad Over the Limit combatterà in coppia con Ziggler contro i campioni R-Truth e Kofi Kingston per i titoli di coppia. Al PPV Swagger e Ziggler vengono sconfitti dai campioni R-Truth e Kofi Kingston non conquistando così le cinture. Nella puntata successiva di Raw, prende parte al main event, un 3 on 2 Handicap Lumberjack Match dove Swagger, Tensai e Dolph Ziggler erano opposti a Sheamus e John Cena, ma l'incontro finisce in un No Contest quando i Lumberjacks invadono il ring.
Nella puntata di Smackdown! del 25 maggio viene sconfitto da Sheamus. Nella puntata di Raw del 28 maggio perde contro R-Truth e Kofi Kingston e a fine match litiga col compagno, sancendo probabilmente la fine del team. Nella puntata di Smackdown! del 1º giugno interviene nel match tra Sheamus e Dolph Ziggler aiutando il suo compagno ma Dolph Ziggler viene sconfitto.
Nella puntata di Superstars del 7 giugno sconfigge Zack Ryder.
Nella puntata di Raw dell'11 giugno partecipa ad un Fatal 4-Way match per decretare il primo sfidante al WWE World Heavyweight Championship contro il campione Sheamus a No Way Out. Affronta dunque The Great Khali, Christian e il compagno Dolph Ziggler, ma viene sconfitto. Nella puntata di SmackDown del 15 giugno, perde contro il campione Intercontinentale Christian.
Nella puntata di Raw del 18 giugno ha un litigio con Dolph Ziggler nel backstage che viene sedato da Vickie Guerrero in cui comunica ai 2 che si affronteranno nel ring e il vincitore potrà continuare ad essere rappresentato da lei. Swagger viene sconfitto da Ziggler, con quest'ultimo che sarà rappresentato ancora da Vickie e sancendo la rottura del tag team. Nella puntata di Raw del 25 giugno perde contro Santino Marella un match valido per lo US Title, non riuscendo a riconquistare il titolo. Stessa settimana, a SmackDown, viene sconfitto da Tyson Kidd e non riesce a qualificarsi per lo SmackDown Money in the Bank Ladder Match. La settimana seguente, viene battuto a Superstars da Zack Ryder. La settimana successiva, a Raw, viene sconfitto in pochissimo tempo da Sheamus. Nella puntata di Raw del 16 luglio aveva in programma di affrontare RyBack, ma Jack lo attacca ancor prima che inizi l'incontro, mettendolo a terra, poi però RyBack reagisce e mette K.O. Swagger mandandolo fuori dal ring. Il 23 luglio, a Raw 1000, affronta Brodus Clay, perdendo. Nella puntata di SmackDown del 10 agosto, Swagger viene sconfitto da Randy Orton. Nella puntata di Superstars del 23 agosto, perde contro Santino Marella e il 27 agosto, a Raw, contro Ryback.
Nella puntata di Raw del 3 settembre 2012 Jack Swagger perde ancora contro il World Heavyweight Champion Sheamus. Più tardi, nella medesima serata, incontrò nel backstage la General Manager di Raw AJ Lee dichiarandole che si sarebbe preso un periodo di pausa, vista la sua striscia negativa; in realtà, ciò si è reso necessario per permettergli di recuperare da un infortunio al tricipite.

#### The Real Americans (2013–2014)

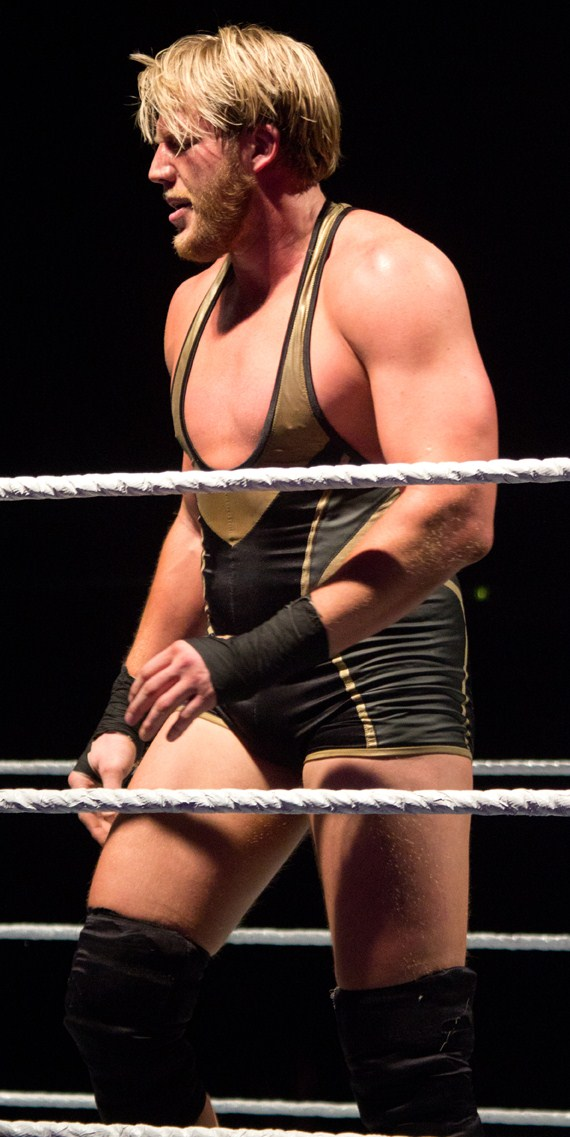
Jake Hager nel 2013

Ritorna a sorpresa nella puntata di SmackDown del 1º febbraio sconfiggendo Kofi Kingston e avvertendo il General Manager di SmackDown, Booker T, di voler partecipare all'Elimination Chamber match che si disputerà nell'omonimo pay-per-view. Nella puntata di Raw del 4 febbraio sconfigge Santino Marella sottomettendolo con la Patriot Act (nuovo nome della sua mossa finale, l'Ankle Lock). Nella puntata di SmackDown del 7 febbraio sconfigge Justin Gabriel mettendolo al tappeto con una Gutwrench Powerbomb ed infine sottomettendolo con la Patriot Act. Nella puntata di Raw dell'11 febbraio, accompagnato da un nuovo manager, Zeb Colter, sconfigge Zack Ryder qualificandosi per l'Elimination Chamber Match.
Il 15 febbraio, a SmackDown sconfigge ancora una volta Zack Ryder con la Patriot Act. Ad Elimination Chamber, Swagger sconfigge nell'omonimo match Randy Orton, Chris Jericho, Mark Henry, Kane e Daniel Bryan, schienando Randy Orton, diventando il sesto lottatore a vincere questa tipologia di match al debutto, e ottenendo un match valido per il World Heavyweight Championship contro Alberto Del Rio a WrestleMania 29. Il 18 febbraio, a Raw, sconfigge Daniel Bryan per sottomissione dopo un match molto combattuto.
Il 19 febbraio, Fox News e vari commentatori della destra, tra cui Glenn Beck, ha affermato che i personaggi di Swagger e Colter erano una presa in giro del movimento del Tea Party destinato a "demonizzare" il Tea Party. La WWE ha risposto alle critiche affermando che essi sono stati dotati di "eventi in [loro] storie" a "creare contenuti accattivanti e rilevanti per il [loro] il pubblico" e che "questa storia in nessun modo rappresenta il punto politico WWE di vista". La WWE, in seguito, ha diffuso un video con protagonisti Swagger e Colter che nella "break character" hanno invitato Beck a comparire a Raw, mentre giustificano che la trama è stata progettata per illecita una risposta folla per il protagonista, Alberto Del Rio, e gli antagonisti, Swagger e Colter. Beck ha respinto l'invito.. Ad Extreme Rules, viene sconfitto da Alberto Del Rio in un "I Quit" Match valido per lo status di primo sfidante al World Heavyweight Championship detenuto da Dolph Ziggler. A Money in the Bank 2013 non riesce a vincere il Money in the Bank di SmackDown.
Nella puntata di Raw del 15 luglio 2013, Jack Swagger e Antonio Cesaro perdono un tag team match di coppia per mano degli The Usos. Nella puntata di Smackdown del 19 luglio perde contro Dolph Ziggler per schienamento. Nella puntata di Raw del 22 luglio viene sconfitto da Daniel Bryan. Nella puntata di Main Event perde contro Sheamus. Nella puntata di Smackdown del 26 luglio viene sconfitto da Christian. Nella puntata di Smackdown del 2 agosto viene sconfitto da Cody Rhodes. Nella puntata di Raw del 5 agosto in coppia con Antonio Cesaro sconfigge gli The Usos. Nella puntata di Raw del 12 agosto in coppia con Antonio Cesaro perde contro gli The Usos. Nella puntata di Smackdown del 16 agosto perde contro The Miz. Nella puntata di Raw del 19 agosto i The Real Americans perdono contro i Prime Time Players. Nella puntata di Raw del 26 agosto perde contro Titus O'Neil. Nella puntata di Smackdown del 6 settembre gli The Real Americans sconfiggono The Usos. A Night of Champions gli The Real Americans partecipano al Tag Team Turmol Match venendo eliminati dai Prime Time Players. Nella puntata di Raw del 16 settembre The Real Americans partecipano ad un Triple Threat Tag Team Match per determinare i contendenti ai WWE Tag Team Championship; oltre a loro partecipano anche i Tons of Funk e The Usos, a vincere sono questi ultimi. Nella puntata di Smackdown del 20 settembre Jack Swagger viene sconfitto da Santino Marella. Nella puntata di Smackdown del 27 settembre gli The Real Americans sconfiggono Prime Time Players. A Battleground The Real Americans sconfiggono in un Tag Team Match Santino Marella e Great Khali. Nella puntata di Raw del 14 ottobre The Real Americans sconfiggono i Tons of Funk. Nella puntata di Smackdown del 18 ottobre The Real Americans perdono contro The Usos. Nella puntata di Raw del 21 ottobre Real Americans sconfiggono i Tons of Funk. A Hell in a Cell The Real Americans perdono contro i Los Matadores.
Nella puntata di Raw del 4 novembre i Real Americans e Damien Sandow vengono sconfitti da John Cena, Cody Rhodes e Goldust. Nella puntata di Raw i The Real Americans perdono contro John Cena in un Handicap Match. Nella puntata di Raw del 18 novembre i Real Americans sconfiggono The Miz e Kofi Kingston. Nella puntata di Smackdown i The Real American] perdono contro Cody Rhodes e Goldust che mantengono i titoli di coppia. A Survivor Series i Real Americans fanno coppia con lo Shield il quale sconfiggono il team formato da Rey Mysterio, The Usos, Cody Rhodes e Goldust in un 5 vs 5 Survivor Series Traditional Elimination Match. Nella puntata di WWE Monday Night Raw del 2 dicembre gli Real Americans sconfiggono i Prime Time Players. A TLC gli Real Americans non riescono a vincere i WWE Tag Team Championship. Nella puntata di WWE Raw del 16 dicembre gli Real Americans perdono contro Mark Henry e Big E Langston. Nella puntata di WWE SmackDown del 20 dicembre Swagger perde contro Big E Langston. Nella puntata di Raw del 23 dicembre i Real Americans vengono sconfitti dai Los Matadores. Alla Royal Rumble Swagger entra con il numero 7 non riuscendo a vincerla. Nella puntata di SmackDown del 14 febbraio Swagger vince un Fatal 4-Way Match e diventa il contendente numero 1 all'Intercontinental Championship per Elimination Chamber. Ad Elimination Chamber Swagger viene sconfitto da Big E non riuscendo a conquistare la cintura. Nella puntata di Raw del 17 marzo Swagger e Cesaro riescono a battere i campioni di coppia WWE ovvero gli Usos in un Non Title Match. A WrestleMania XXX Swagger e Cesaro prendono parte al fatal four-way elimination tag team match per i WWE Tag Team Championship venendo eliminati, dopo il match Swagger sottomette Cesaro con una Ankle Lock ma poi Cesaro si rialza e stende Swagger effettuando delle Giant Swing. La notte successiva a RAW Swagger viene sconfitto da Cesaro per count-out.

#### Opportunità titolate (2014–2015)
Nella puntata di Raw del 14 aprile Jack Swagger viene sconfitto da Sheamus nei quarti di finale del torneo che assegna lo status di primo sfidante all'Intercontinental Championship. A Extreme Rules Swagger partecipa al triple threat match che ha visto coinvolti anche Rob Van Dam e Cesaro dove a vincere è stato quest'ultimo. Il 13 maggio a Raw perde contro RVD grazie ad un'interferenza da parte di Adam Rose che distrae il Real American. Nella puntata di Raw del 23 giugno Triple H ha annunciato i partecipanti al Money in the Bank Ladder match tra cui Jack Swagger che nella stessa serata batte Kofi Kingston. Nella puntata di SmackDown del 27 giugno effettua un apparente turn face attaccando Bad News Barrett dopo il suo match contro Dean Ambrose, contribuendo all'infortunio dell'inglese e venendo poi attaccato dall'ex-membro dello Shield, partecipante anch'egli al match per la valigetta. A Money in the Bank non riesce a vincere l'omonimo match, che invece viene vinto da Seth Rollins. La sera dopo a Raw effettua un turn face attaccando Rusev. A Battleground, viene sconfitto da Rusev per countout. A SummerSlam, perde contro Rusev per KO tecnico. Successivamente Swagger, si unisce al Team Cena che deve affrontare il Team Authority a Survivor Series, ma viene rimosso dal Team a causa di un infortunio. Alle Survivor Series, sconfigge nel Kick-off Cesaro. A TLC, perde contro Rusev in un match per il United States Championship. Nella puntata di Superstars dell'8 gennaio, sconfigge Titus O'Neil. Alla Royal Rumble, partecipa all'omonimo match entrando con il numero 22, ma viene eliminato da Big Show. Nella puntata di Raw del 27 febbraio, sconfigge Stardust, mentre il 27 febbraio a SmackDown interrompe Rusev in un promo ma viene attaccato dal Super-Athlete. La settimana successiva a SmackDown, viene sconfitto da Rusev. A WrestleMania 31, prende parte alla seconda edizione della Battle Royal in memoria di André the Giant non riuscendo a vincerla.

#### Varie faide (2015–2017)
A novembre Jack Swagger ha iniziato una faida col rientrante Alberto Del Rio, la quale è culminata in un chairs match a TLC valido per lo United States Championship detenuto dal messicano; il match è stato vinto da quest'ultimo. Successivamente, il 21 dicembre, Swagger è stato nuovamente sconfitto da Del Rio a causa dell'interferenza della League of Nations (Sheamus, King Barrett, Rusev e lo stesso Del Rio). Il 24 gennaio 2016 prende parte all'annuale Royal Rumble match dell'omonimo pay per view entrando col numero 24 e venendo subito eliminato da Brock Lesnar. A Roadblock del 12 marzo viene sconfitto da Chris Jericho. Ha partecipato all'annuale André the Giant Memorial Battle Royal a WrestleMania 32 del 3 aprile ma è stato eliminato da Kane. Swagger torna poi, dopo un periodo di assenza, nella puntata di SmackDown del 1º giugno dove viene sconfitto da Rusev. Nella puntata di Raw del 6 giugno Swagger ha perso nuovamente contro Rusev per count-out.
Nella puntata di Raw del 4 luglio prende parte ad un 16-man Tag Team Elimination match come componente del "Team U.S.A." (insieme a Big Show, Kane, Apollo Crews, Mark Henry, Zack Ryder e i Dudley Boyz (Bubba Ray Dudley e D-Von Dudley)) contro la "Multinational Alliance" (formata da Sheamus, Alberto Del Rio, Cesaro, Chris Jericho, i Lucha Dragons (Kalisto e Sin Cara), Kevin Owens e Sami Zayn) ma è stato eliminato da Chris Jericho; ciononostante, il suo team ha ottenuto la vittoria finale grazie a Zack Ryder. Nella puntata di Raw dell'11 luglio Swagger ha partecipato ad una Battle Royal per determinare il contendente nº1 all'Intercontinental Championship, detenuto da The Miz, ma è stato eliminato. Nella puntata di Main Event del 15 luglio assieme ai Golden Truth (Goldust e R-Truth) e Apollo Crews ha sconfitto i Vaudevillains e gli Ascension.
Con la Draft Lottery avvenuta nella puntata di SmackDown del 19 luglio 2016, Swagger è stato trasferito nel roster di Raw. Nella puntata di Main Event del 22 luglio Swagger e Mark Henry hanno trionfato sui Breezango (Fandango e Tyler Breeze). Nella puntata di Superstars del 26 agosto Swagger ha sconfitto facilmente Jinder Mahal. Sempre a Superstars, il 2 settembre, Swagger è stato sconfitto da Rusev. Nella puntata di Main Event dell'8 settembre Swagger ha sconfitto nuovamente Jinder Mahal. Nella puntata di Superstars del 9 settembre Swagger è stato sconfitto da Titus O'Neil. Nella puntata di Raw del 12 settembre Swagger è stato sconfitto da Jinder Mahal.
Jack Swagger, il cui contratto con Raw era in scadenza, è stato dunque trasferito nel roster di SmackDown, dove ha fatto il suo debutto nella puntata del 13 settembre, dove ha avuto un confronto con Baron Corbin. Swagger ha fatto il suo debutto ufficiale a SmackDown nella puntata del 4 ottobre dove ha sconfitto proprio Baron Corbin (sotto decisione arbitrale sbagliata, poiché l'arbitro era convinto di aver visto Corbin cedere alla Patriot Lock di Swagger ma così non è stato). Il 9 ottobre, a No Mercy, Swagger è stato sconfitto da Baron Corbin. Nella puntata di Main Event del 13 ottobre Swagger ha sconfitto Tyler Breeze. Nella puntata di SmackDown del 18 ottobre Swagger è stato pesantemente sconfitto da Baron Corbin per la seconda volta. Swagger è poi tornato nella puntata di Main Event del 4 novembre dove ha sconfitto Simon Gotch. Il 1º marzo 2017 Swagger ha annunciato sul podcast di Chael Sonnen di aver richiesto e ottenuto la risoluzione del contratto dalla WWE. Tale risoluzione è tuttavia avvenuta in via ufficiale il 13 marzo 2017 tramite il sito della WWE.

### Circuito indipendente (2017–2018)
Il 23 aprile 2017, attraverso un video postato su Twitter, Jake Hager ha annunciato di aver firmato per la House of Hardcore, federazione di proprietà di Tommy Dreamer.

### All Elite Wrestling (2019–2024)
Effettua il suo debutto dopo il main event della prima puntata in assoluto di Wednesday Night Dynamite il 3 ottobre 2019 attaccando Dustin e Cody Rhodes. Nei mesi successivi è coinvolto in numerosi segmenti con la stable Inner Circle, capitanata da Chris Jericho, senza tuttavia prendere parte ad alcun incontro ufficiale. In particolare, inizia una rivalità con Dustin Rhodes, che nel febbraio 2020 lo sfida per un match al PPV Revolution, in programma per il 29 febbraio.
Il 7 agosto 2025 conferma le voci secondo cui si sarebbe ritirato dal mondo del wrestling.

## Arti marziali miste
| Risultato  | Record  | Avversario      | Metodo                                | Evento                             | Data            | Round | Tempo | Luogo                   | Note                |
| ---------- | ------- | --------------- | ------------------------------------- | ---------------------------------- | --------------- | ----- | ----- | ----------------------- | ------------------- |
| Vittoria   | 3-0 (1) | Brandon Calton  | Decisione (punti)                     | Bellator 250: Mousasi vs. Lima     | 28 ottobre 2020 | 3     | 5:00  | Uncasville, Connecticut |                     |
| No-contest | 2-0 (1) | Anthony Garrett | No-contest (ginocchiata involontaria) | Bellator 231: Mir vs. Nelson 2     | 25 ottobre 2019 | 1     | 1:56  | Uncasville, Connecticut |                     |
| Vittoria   | 2-0     | TJ Jones        | Sottomissione (arm-triangle choke)    | Bellator 221: Chandler vs. Pitbull | 11 maggio 2019  | 1     | 2:36  | Rosemont, Illinois      |                     |
| Vittoria   | 1-0     | John Kiser      | Sottomissione (arm-triangle choke)    | Bellator 214: Fedor vs. Bader      | 26 gennaio 2019 | 1     | 2:09  | Inglewood, California   | Debutto in Bellator |

## Vita privata
Jacob Hager è un buon amico dell'ex wrestler Daniel Hodge, anch'egli residente a Perry, in Oklahoma. Hager ha iniziato a combattere all'età di cinque anni. Durante l'adolescenza ha lottato, fra gli altri, contro il nipote di Hodge.
Nel dicembre 2010 Hager ha sposato Catalina White. La coppia ha due figli.
Il 19 febbraio 2013, Hager è stato arrestato a Gulfport, Mississippi, dopo la registrazione di una puntata di SmackDown. Le accuse mossegli sono state: guida in stato di ebbrezza, eccesso di velocità e possesso di marijuana. Due giorni dopo l'arresto viene rilasciato con l'obbligo di presentarsi in tribunale il successivo 12 marzo. Hager è stato processato il 25 giugno 2013 in Mississippi. Il processo si è concluso con una condanna a sei mesi di libertà vigilata, al pagamento di una multa pari a 1498 dollari e alla frequenza di un corso di rieducazione contro l'utilizzo di alcool e sostanze.

## Personaggio

### Mosse finali

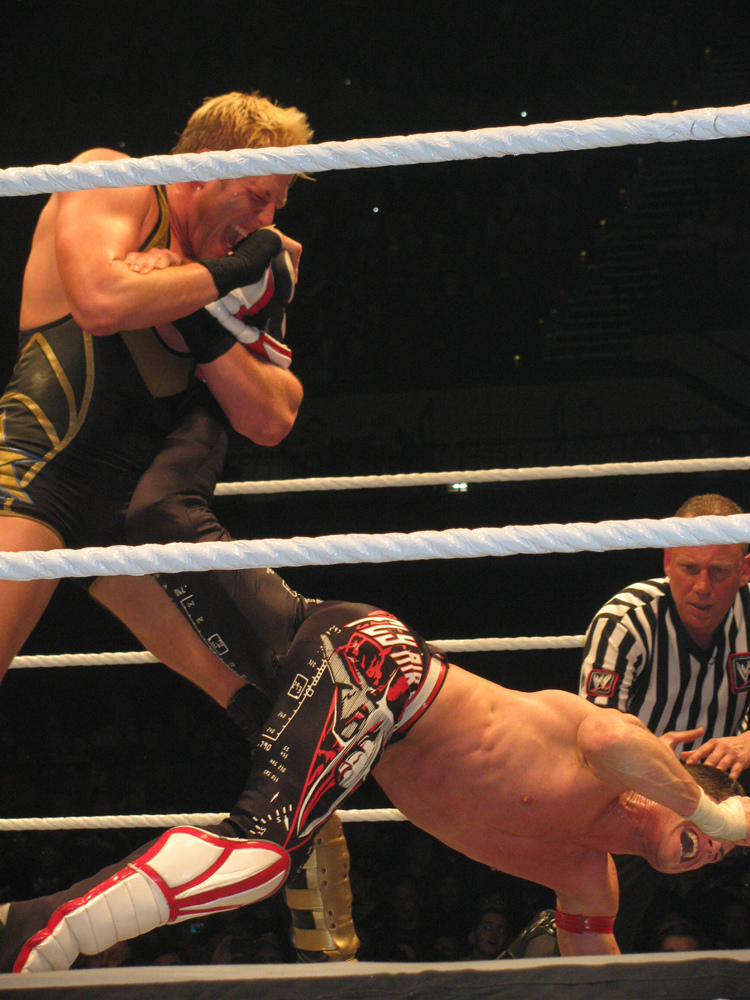
Jake Hager mentre applica una Ankle lock su Evan Bourne

- Gutwrench powerbomb
- Ankle lock – 2010-2017

### Soprannomi
- "The All-American American"
- "Mr. Money in the Bank"
- "The Real American"
- "The Savage"

## Titoli e riconoscimenti
- 5 Star Wrestling

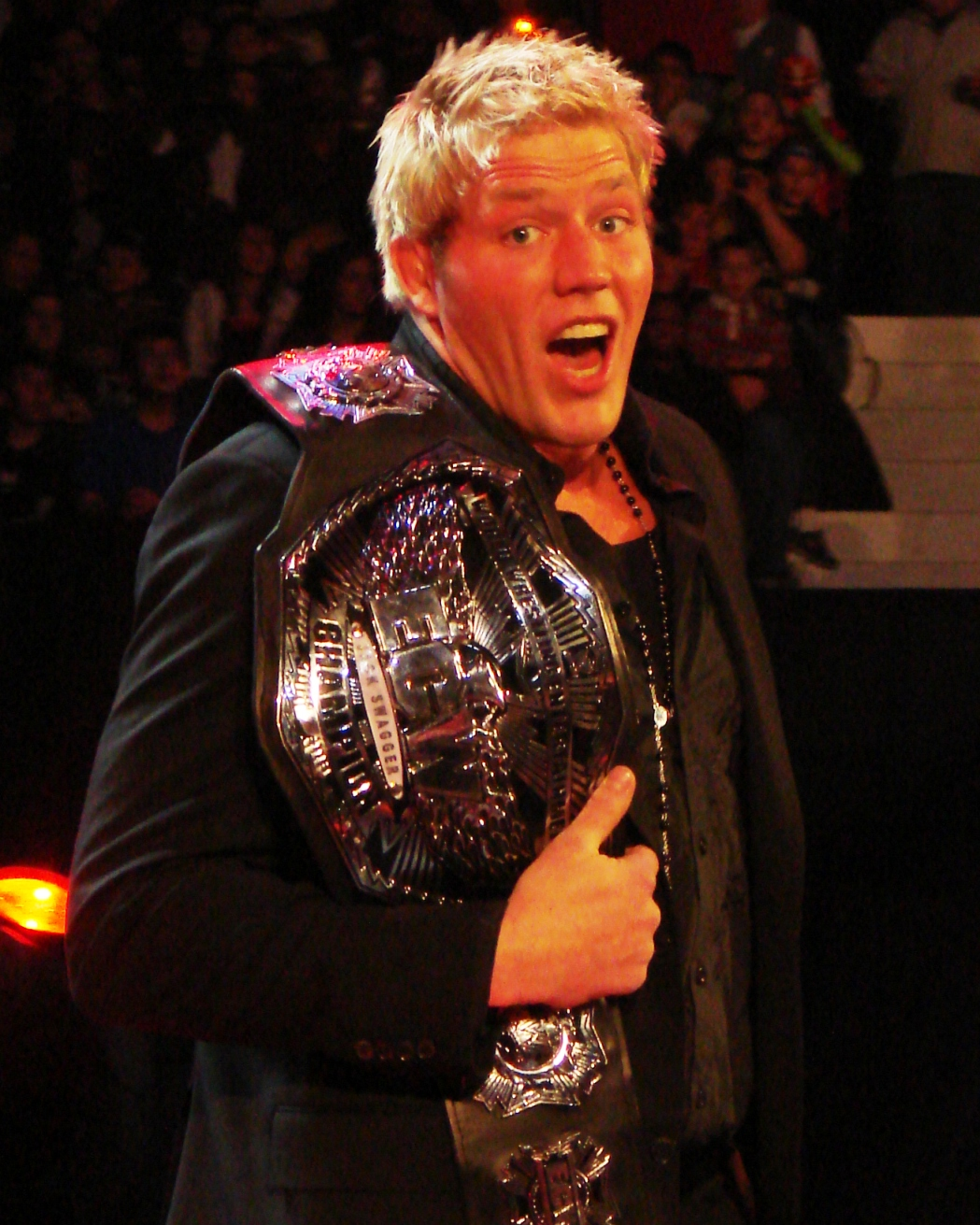
Jack Hager con l'ECW Championship, titolo che ha detenuto una volta in carriera

  - 5 Star Wrestling Championship (1)
- All Star Wrestling
  - All Star Wrestling Heavyweight Championship (1)
- Florida Championship Wrestling
  - FCW Florida Heavyweight Championship (1)
  - FCW Southern Heavyweight Championship (1)
- Imperial Wrestling Revolution
  - IWR Heavyweight Championship (1)
- Lucha Underground
  - Lucha Underground Championship (1)
  - Lucha Underground Gift of the Gods Championship (1)
- North East Wrestling
  - NEW Heavyweight Championship (1)
- Pennsylvania Première Wrestling
  - PPW Heavyweight Championship (1)
- Pro Wrestling Illustrated
  - 18º tra i 500 migliori wrestler singoli nella PWI 500 (2009)
- World Class Revolution
  - WCR Heavyweight Championship (1)
- WWE
  - World Heavyweight Championship (1)
  - ECW Championship (1)
  - WWE United States Championship (1)
  - Money in the Bank (edizione 2010)
  - Bragging Rights Trophy (2010) – con Alberto Del Rio, Big Show, Edge, Kofi Kingston, Rey Mysterio e Tyler Reks